# Magkémia
A magkémia (nukleáris kémia) a kémiának az az ága, amely az atommagokat és a magreakciókat kémiai módszerekkel vizsgálja.
A radioaktivitás felfedezését (1896) követően hamarosan kialakult a radiokémia kifejezés, ezzel a címmel 1910-ben már könyv jelent meg. Ez a terület akkor a radioaktív anyagokkal végzett kémiai műveleteket és a radioaktivitás alap és alkalmazott kémiai felhasználását fedte le.
A magkémia valamivel később alakult ki, maga a kifejezés csak az 1930-as években terjedt el (az atommag létezését 1911-ben ismerte fel Rutherford). Ekkorra már ismert volt a mesterséges elemátalakítás (transzmutáció) és a mesterséges radioaktivitás jelensége is, és a kémikusok egyre nagyobb szerepet vállaltak az atommagok előállításának, tulajdonságainak és reakcióinak vizsgálatában.